# 152P/Helin-Lawrence
152P/Helin-Lawrence, komet Jupiterove obitelji.